# Genoa Open Challenger 2015
Il Genoa Open Challenger 2015 è stato un torneo di tennis facente parte della categoria ATP Challenger Tour nell'ambito dell'ATP Challenger Tour 2015. Si è giocato a Genova in Italia dal 7 al 13 settembre 2015 su campi in terra rossa e aveva un montepremi di €106,500+H.

## Partecipanti singolare

### Teste di serie
| Nazionalità | Giocatore            | Ranking* | Testa di serie |
| ----------- | -------------------- | -------- | -------------- |
| Spagna      | Albert Ramos Viñolas | 58       | 1              |
| Paesi Bassi | Robin Haase          | 79       | 2              |
| Italia      | Paolo Lorenzi        | 83       | 3              |
| Georgia     | Nikoloz Basilašvili  | 101      | 4              |
| Italia      | Marco Cecchinato     | 106      | 5              |
| Serbia      | Dušan Lajović        | 109      | 6              |
| Spagna      | Nicolás Almagro      | 114      | 7              |
| Francia     | Kenny de Schepper    | 142      | 8              |

- Ranking al 31 agosto 2015.

### Altri partecipanti
Giocatori che hanno ricevuto una wild card:
- Andrea Basso
- Edoardo Eremin
- Lorenzo Giustino
- Gianluca Mager

Giocatori che sono passati dalle qualificazioni:
- Sadio Doumbia
- Juan Carlos Sáez
- Antonio Šančić
- Artem Smyrnov

## Vincitori

### Singolare
Nicolás Almagro ha battuto in finale  Marco Cecchinato con il punteggio di 6(1)–7, 6–1, 6–4.

### Doppio
Guillermo Durán /  Horacio Zeballos hanno battuto in finale  Andrea Arnaboldi /  Alessandro Giannessi con il punteggio di 7–5, 6–4.